# Sophie Rundle
Sophie Rundle (* 21. April 1988 in High Wycombe, Buckinghamshire) ist eine britische Schauspielerin. Sie ist bekannt für ihre Rollen in den Serien Peaky Blinders – Gangs of Birmingham und Bodyguard.

## Leben
Rundle wuchs mit ihren zwei Brüdern James und Henry in Bournemouth auf. Sie schloss in London die Royal Academy of Dramatic Art mit dem Bachelor of Arts in Schauspiel ab.
Sie begann ihre Karriere 2007 in der britischen Horrorkomödie Small Town Folk. 2012 spielte sie in der vierteiligen Miniserie Titanic mit. Nach verschiedenen kleineren Rollen hatte sie in der britisch-amerikanischen Sitcom Episodes neben Matt LeBlanc eine wiederkehrende Gastrolle. Von 2012 bis 2014 hatte sie in der Krimiserie The Bletchley Circle eine Hauptrolle. 2013 übernahm sie die Rolle der Ada Thorne in Peaky Blinders. In Call the Midwife hatte Rundle 2014 eine Gastrolle. Im selben Jahr war sie auch in Happy Valley zu sehen. 2018 spielte sie in der sechsteiligen Thrillerserie Bodyguard die Frau an der Seite von Richard Madden. Von 2019 bis 2022 spielte sie in der Dramaserie Gentleman Jack neben Suranne Jones und Timothy West die englische Gutsbesitzerin Ann Walker. In der Miniserie The Nest war Rundle 2020 neben Martin Compston zu sehen. 2023 ist sie in der britischen Politik-Thrillerserie The Diplomat des Pay-TV Senders Alibi in der Hauptrolle zu sehen.
Rundle ist mit ihrem Schauspielkollegen Matt Stokoe verlobt, den sie am Set von Jamestown kennengelernt hat und der auch wie sie eine Rolle bei Bodyguard hatte. Seit April 2021 sind sie Eltern eines Sohnes.

## Filmografie
- 2007: Small Town Folk (Film)
- 2011: Garrow’s Law (Film)
- 2012: Great Expectations (Film)
- 2012: Titanic (Fernsehserie)
- 2012: Merlin (Fernsehserie)
- 2012–2014: The Bletchley Circle (Fernsehserie)
- 2012–2014: Episodes (Fernsehserie)
- 2013: Shetland (Fernsehserie)
- 2013: Talking to the Dead (Fernsehserie)
- 2013–2022: Peaky Blinders (Fernsehserie)
- 2014: Little Stars (Dokumentarfilm)
- 2014: The Face of an Angel (Film)
- 2014: Call the Midwife (Fernsehserie)
- 2014: Happy Valley (Fernsehserie)
- 2015: An Inspector Calls (Fernsehfilm)
- 2015: Not Safe for Work (Fernsehserie)
- 2015–2016: Dickensian (Fernsehserie)
- 2016: Brief Encounters (Fernsehserie)
- 2017–2019: Jamestown (Fernsehserie)
- 2018: Bodyguard (Fernsehserie)
- 2019–2022: Gentleman Jack (Fernsehserie)
- 2019: Urban Myths (Fernsehserie)
- 2019: Elizabeth Is Missing (Fernsehfilm)
- 2020: The Nest (Fernsehserie)
- 2020: Rose
- 2020: The Midnight Sky
- 2023: The Diplomat (Fernsehserie)